# Edla af Klercker
Edla Hedvig Sofia af Klercker, född Söderström den 30 augusti 1868 i Stockholm, död 8 juli 1938 i Köpenhamn, var en svensk författare och donator.

## Biografi
Edla af Klerckers far Carl Christian Söderström hade arbetat sig upp från marknadsknalle till grosshandlare och blev en av Stockholms förmögnaste män. Han var även ledamot av stadsfullmäktige och medgrundare av Stockholms högskola. Edla af Klerckers mor Maria König kom från Pommern. Edla af Klercker var näst äldst av fem syskon. Barnen Söderström fick en gedigen borgerlig uppfostran. Edla af Klercker blev en skicklig pianist och behärskade tyska, engelska och franska. Fadern var mån om att alla fem barnen skulle ta studenten och få tillträde till akademiska studier. Läroverket var bara öppet för sonen Carl, så döttrarna gick på Wallinska skolan. Edla af Klercker började på Stockholms högskola 1887, året efter systern Signe, gift Trygger. Liksom deras kvinnliga studiekamrater på högskolans botaniska institut tillhörde Signe Trygger och Edla af Klercker pionjärgenerationen av kvinnliga akademiker inom naturvetenskap i Sverige. Edla af Klerckers uppsats om alger, Ueber den anatomischen Bau von Desmarestia aculeata, presenterades 1888 och ingick året därpå i Kungliga Vetenskapsakademiens skriftserie.
Om Carl Christian Söderström gladdes åt äldsta dottern Signes akademiska prestationer och giftermål med blivande statsministern Ernst Trygger, var han desto mer avogt inställd till Edla af Klerckers val av fästman. Han hade varit med om att anställa John af Klercker som docent i botanik och föreståndare för botaniska institutionen. Men Carl Christian Söderström fattade genast stark antipati mot den blivande svärsonen. Han förbjöd sin dotter att träffa honom och Edla af Klercker fick lämna högskolan. Men paret fortsatte att träffas och gifte sig våren 1894 mot faderns vilja. Därmed bröt fadern kontakten med henne.
De nygifta bosatte sig i den nya fashionabla villastaden Djursholm, där John af Klercker hade stort stöd av Sven Palme. Men snart drabbades de av det ena svåra slaget efter det andra. John af Klercker förlorade sin tjänst som docent vid Stockholms högskola. Han fick byta yrkesbana och blev journalist och författare. Han skrev artiklar för Ord & Bild och var en kort tid utlandsredaktör på Svenska Dagbladet. Framtidsutsikterna i Stockholm var inte lovande. Hösten 1899 flyttade af Klerckers till Lund, där John af Klercker hade många goda kontakter. Paret kom snart in i det sociala umgänget i Lund och Malmö och fick vänner för livet. Både Edla och John af Klercker skrev och publicerade sig. Edla af Klerckers första artikel, en livfull skildring av sydfranskt midsommarfirande, trycktes i Sydsvenska Dagbladet, 1901.
När Fredrika Bremer-förbundets Malmö-Lundkrets bildades 1905 blev Edla af Klercker genast aktiv medlem och styrelseledamot. Hennes biografiska berättelse om Madame de Maintenon, Ludvig XIV:s hustru, främjare av franska kvinnors utbildning på 1600-talet, publicerades i tre delar i Fredrika-Bremer-Förbundets tidskrift Dagny 1904–1905.
Edla af Klerckers far dog hösten 1904. Genom arvet blev Edla och John af Klercker ekonomiskt oberoende, men det var hon som ägde förmögenheten. John af Klercker hade allt svårare för att acceptera sin ekonomiskt underordnade ställning och Edla af Klercker, som försökte sköta ekonomin till bådas belåtenhet, led alltmer av migrän.
År 1907 flyttade paret till en villa i Köpenhamn/Frederiksberg. Edla af Klercker längtade efter storstadslivet. Maken däremot saknade sitt umgänge i Skåne och vistades hellre där. För Edla af Klercker var Kvindelig Læseforening en stor tillgång. När föreningen flyttade in i sitt imponerande hus i centrala Köpenhamn 1910 skrev Edla af Klercker artikeln "Ett 'Kvinnornas hus' i Köpenhamn", vilken publicerades i Idun. Där uppmanade hon kvinnorna i Stockholm att bilda "en liknande institution för spridande af kultur och bildning bland sitt kön".
År 1914 gick Edla af Klercker med på att köpa en gård i Skanör, som blev makens huvudsakliga boställe. De levde till stor del separata liv, men Edla af Klercker valde att ändå kvarstå i äktenskapet. I boken om lady Mary Montagu, Vett och dårskap, 1918, bearbetade hon sin egen situation samtidigt som hon levde sig in i sin favoritmiljö, engelskt 1700-tal. Tio år senare skrev hon återigen en bok där miljön utgörs av engelskt 1700-tal. Det liv och äktenskapsförhållande hon själv hade velat uppleva skildrade hon i David Garrick och hans medspelare i livet och på scenen, 1928. Ett år senare avled maken och Edla af Klercker kom att vistas sommarhalvåren i Skanör. Dit bjöd hon in akademiker och kulturpersonligheter. En av dem var den unge botanikern Nils Dahlbeck som hon informellt adopterade.
Edla af Klercker har gett avtryck i Lunds kulturliv genom att hon donerade sitt hem som ”John och Edla af Klerckers Studentgård i Skanör” till Akademiska Föreningen (AF), där hennes vän Lauritz Weibull var ordförande. Paret af Klerckers miljö från förra sekelskiftets början har till stor del bevarats på gården.
Edla af Klercker avled 1938.